# Por-Bažin
Por-Bažin (rus. Пор-Бажың) je ime srednjevekovne građevine za koju se veruje da su je podigli Ujguri. Nalazi se na ostrvcetu u sred Tere-Kola, jezera u Tuvi. Ime Por-Bažin je Tuvanskog porekla, i u prevodu znači "kuća od blata".
Smatra se da je objekat podignut negde u 8. veku nove ere, prema analizama nekoliko predmeta nađenih na lokaciji. Prema Istvan Fodoru iz Narodnog Muzeja Mađarske, identifikacija funkcije građevine je otežana zbog oskudnih ostataka koji bi pokazivali svakodnevnu ljudsku delatnost na lokaciji. Nagađa se da je građevina služila kao utvrđenje, palata, manastir, pa čak i astronomska opservatorija. Prema Dmitriju Subetu, sa odeljenja za fizičku geografiju RGPU, moguće je čak i da je objekat napušten pre završetka izgradnje, jer građevinari nisu bili vični radu sa permafrostom.

## Opis građevine
Građevina ima precizno definisan raspored u unutrašnjosti, uključujući i središnje građevine, porodične kuće i sl. Tvrđava zahvata teritoriju od 3.3 hektara. Ima pravilan pravougaoni oblik, i u nekim delovima, zidovi dosežu visinu od 8 metara. Kapija se nalazi na središnjem delu istočnog zida, a levo i desno od kapije su utvrđene kule. Dužina ostrva je 240m, a same građevine 211m istok-zapad i 158m sever-jug.
Utvrđenje je jako dobro očuvano budući da mu je bilo nemoguće prići kopnenim put, osim u preiodu suša.

## Otkriće i iskopavanje
Utvrđenje je 1891-e otkrio Dmitrij Aleksandrovič Klemenc (рус. Клеменц, Дмитрий Александрович), radnik Minusinskog muzeja. Između 1957-1963 organizovana je arheološka expedicija na ostrvo. Jedan od članova expedicije bio je i Sevjan Vajnštejn (рус. Севьян Вайнштейн), profesor Instituta za Etnologiju i Antropologiju Ruske Akademije Nauka 2004-e, Ruska vlada usvojila program da u periodu između 2005-2010 izgradi park-tvrđavu Por-Bažin. 1. Juna 2007, pod vođstvom Ruske vlade, pokrenut je projekat za obnovu utvrđenja. U ovom projektu pored arheologa i radnika, učestvuju i mnogi studenti različitih Ruskih univerziteta.
13-og Avgusta 2007-a Ruski Predsednik Vladimir Vladimirovič Putin Albert II, Knez od Monaka su postetili Por-Bažin.
Iskopavanje i dalje traje, a supervizor Tigran Mkrtich kaže da je građevina podignuta oko 757NE. Među pronađenim predmetima su glinene ploče sa otiscima ljudskih stopala, crteži u boji na zidovima palate. U toku je grandiozni projekat da se stvori kulturna fondacija "Por-Bažin" koju vodi poznati biznismen i političar M. Ignatov. Ovaj istraživački projekat, koga je posetilo više od 100 naučnika različitih disciplina se takođe doživljava i kao šansa da se mladež Rusije patriotski obrazuje.

## Spoljašnje veze
- Sajt kulturne fondacije Por-Bažin
- Još slika Vladimira Putina na Por-Bažinu 2007e.